# Ferran Freixa
Ferran Freixa (Barcelona, 11 de noviembre de 1950-San Vicente de Montalt, 13 de junio de 2021) fue un fotógrafo español.

## Vida
Estudió dibujo y pintura en Barcelona entre 1965 y 1968, año en el que comenzó a hacer fotografías, al principio de un modo autodidacta. En 1978 comenzó a realizar fotografías de arquitectura e interiores, trabajos que son característicos de su obra. Un trabajo muy reconocido es el El foc, darrer acte (El fuego, último acto) que consistió en una documentación exhaustiva de los restos del Liceo barcelonés tras el incendio que lo destruyó en 1994. 
Su temática más habitual son los objetos cotidianos a los que suele proporcionar ambientes particulares mediante luces tenues. Entre sus series más conocidas se encuentran: una sobre los comercios barceloneses hecha en 1979 u otra sobre mesas de restaurantes. Su obra comenzó a valorarse en el marco de un documentalismo íntimo propio de su concepción de la fotografía como creación.
Realizó exposiciones nacionales e internacionales y su obra se puede encontrar en las colecciones del MNAC, el IVAM o la Biblioteca Nacional de Francia.
Ferran falleció en su casa de San Vicente de Montalt, el 13 de junio de 2021, a los setenta años, después de sufrir una larga enfermedad.